# Юпа (народ)
Ю́па (самоназва юкпа), юко, чаке, мотилони — група індіанських народів групи карибів, які мешкають на північному сході Колумбії та північному заході Венесуели. Одне із племен юпа — хапрерія, можливо асимильвана підгрупа із чибчамовних сусідів барі. Численність біля 16 000 осіб. Відносяться до американської раси великої монголоїдної раси. Розмовляють на мовах карибської сім'ї, мають діалекти. Прихильники традиційних вірувань.
До середини XX століття юпа уникали контактів з європейцями, а протягом 1836—1915 років мали з ними численні військові конфлікти.
Основні традиційні заняття — збиральництво і ручне підсічно-вогневе землеробство (кукурудза, солодкий маніок, таро, ямс, банани, цукрова тростина, тютюн), а також полювання і рибальство. Чоловіки займаються плетінням, гончарством, жінки — прядінням і ткацтвом.
Кожна велика сім'я живе окремо в 1—3 будинках (прямокутних, під двосхилим дахом). Зустрічаються тимчасові житла типу навісів.
Одяг бавовняний, домотканий (тунікоподібні сорочки у чоловіків, спідниці у жінок).
На чолі локальної групи — вождь і шамани різних рангів («томайра» — жрець, «туано» — лікарі); поширене як чоловіче, так і жіноче шаманство.
Шлюб матрилокальний, допускається полігінія. Система родства ірокезійського типу.